# سنگ‌نگاره لاخ چمنزار
سنگ نگاره لاخ چمنزار مربوط به دوران پیش از تاریخ ایران باستان است و در شهرستان درمیان، روستای دستگرد واقع شده و این اثر در تاریخ ۲ آبان ۱۳۸۲ با شمارهٔ ثبت ۱۰۴۸۴ به‌عنوان یکی از آثار ملی ایران به ثبت رسیده است.